# Хаммар, Юхан
Пер Юхан Густав Хаммар (швед. Per Johan Gustav Hammar; род. 22 февраля 1994, Мальмё) — шведский футболист, защитник клуба «Хеккен».

## Клубная карьера
Начинал заниматься футболом в клубе «Бункенфлу» в трёхлетнем возрасте, после чего попал в молодёжную структуру «Мальмё», где выступал за юношеские команды различных возрастов. В феврале 2010 года подписал предварительное соглашение с английским «Эвертон», куда перешёл в июле. 22 февраля 2011 года подписал с клубом первый профессиональный контракт с клубом. В мае того же вместе с командой выиграл молодёжную Премьер-лигу. В феврале 2013 года перешёл в краткосрочную аренду в «Стокпорт Каунти». В его составе принял участие в шести матчах в Футбольной конференции.
В июне 2013 года вернулся в «Мальмё», подписав с клубом контракт на один год. 25 сентября дебютировал в чемпионате Швеции в игре с «Хельсингборгом», появившись на поле в конце игры вместо Понтуса Янссона. По итогам сезона «Мальмё» стал чемпионом страны. 9 декабря 2013 года подписал с клубом новый контракт, рассчитанный на три года. В начале 2015 года на правах аренды до конца года перешёл в норвежский «Фредрикстад», выступающий в ОБОС-лиге.
28 января 2016 года стал игроком «Эргрюте», заключив двухлетнее трудовое соглашение. Первую игру за клуб провёл 3 апреля в первом туре Суперэттана против «Юнгшиле». В сезоне 2017 года был назначен капитаном команды. За два года, проведённых в клубе, принял участие в 63 матчах и забил 5 мячей.
14 ноября 2017 года перешёл в «Хеккен», подписав с клубом контракт на один год с возможнотью продления ещё на три. Дебютировал за клуб в чемпионате страны 6 мая 2018 года в гостевой встрече с «Треллеборгом, заменив в середине второго тайма Насиру Мохаммеда. Весной 2021 года вместе с командой дошёл до финала кубка Швеции. В решающей игре против «Хаммарбю» основное и дополнительное время завершилось нулевой ничьей, а в серии послематчевых пенальти сильнее оказался соперник.

## Достижения
Мальмё:
- Чемпион Швеции (2): 2013, 2014
- Обладатель Суперкубка Швеции (2): 2013, 2014

Хеккен:
- Финалист Кубка Швеции: 2020/2021

## Клубная статистика
| Выступление      | Выступление            | Выступление      | Лига | Лига | Кубки | Кубки | Конт. кубки | Конт. кубки | Разное | Разное | Итого | Итого |
| Клуб             | Лига                   | Сезон            | Игры | Голы | Игры  | Голы  | Игры        | Голы        | Игры   | Голы   | Игры  | Голы  |
| ---------------- | ---------------------- | ---------------- | ---- | ---- | ----- | ----- | ----------- | ----------- | ------ | ------ | ----- | ----- |
| Стокпорт Каунти  | Футбольная конференция | 2012/13          | 6    | 0    | 0     | 0     | 0           | 0           | 0      | 0      | 6     | 0     |
| Стокпорт Каунти  | Итого                  | Итого            | 6    | 0    | 0     | 0     | 0           | 0           | 0      | 0      | 6     | 0     |
| Мальмё           | Алльсвенскан           | 2013             | 1    | 0    | 0     | 0     | 0           | 0           | 0      | 0      | 1     | 0     |
| Мальмё           | Алльсвенскан           | 2014             | 7    | 0    | 1     | 0     | 3           | 0           | 1      | 0      | 12    | 0     |
| Мальмё           | Итого                  | Итого            | 8    | 0    | 1     | 0     | 3           | 0           | 1      | 0      | 13    | 0     |
| → Фредрикстад    | ОБОС-лига              | 2015             | 23   | 1    | 0     | 0     | 0           | 0           | 0      | 0      | 23    | 1     |
| → Фредрикстад    | Итого                  | Итого            | 23   | 1    | 0     | 0     | 0           | 0           | 0      | 0      | 23    | 1     |
| Эргрюте          | Суперэттан             | 2016             | 28   | 1    | 1     | 1     | 0           | 0           | 0      | 0      | 29    | 2     |
| Эргрюте          | Суперэттан             | 2017             | 28   | 3    | 4     | 0     | 0           | 0           | 2      | 0      | 34    | 3     |
| Эргрюте          | Итого                  | Итого            | 56   | 4    | 5     | 1     | 0           | 0           | 2      | 0      | 63    | 5     |
| Хеккен           | Алльсвенскан           | 2018             | 15   | 1    | 1     | 0     | 4           | 0           | 0      | 0      | 20    | 1     |
| Хеккен           | Алльсвенскан           | 2019             | 12   | 1    | 3     | 0     | 0           | 0           | 0      | 0      | 15    | 1     |
| Хеккен           | Алльсвенскан           | 2020             | 18   | 2    | 2     | 0     | 0           | 0           | 0      | 0      | 20    | 2     |
| Хеккен           | Алльсвенскан           | 2021             | 24   | 0    | 6     | 0     | 2           | 0           | 0      | 0      | 32    | 0     |
| Хеккен           | Алльсвенскан           | 2022             | 12   | 0    | 1     | 1     | 0           | 0           | 0      | 0      | 13    | 1     |
| Хеккен           | Итого                  | Итого            | 81   | 4    | 13    | 0     | 0           | 0           | 0      | 0      | 94    | 4     |
| Всего за карьеру | Всего за карьеру       | Всего за карьеру | 174  | 9    | 19    | 1     | 9           | 0           | 3      | 0      | 205   | 10    |